# Стеблівський Олексій Кузьмович
Олексій Кузьмович Стеблівський (27 березня 1911, Звенигородка — 12 травня 1999, Львів) — радянський офіцер, гвардії майор, учасник німецько-радянської війни, Герой Радянського Союзу (1945).

## Біографія
Народився 14 (27) березня 1911 року в селищі Звенигородці в родині кравця. Українець. Закінчив 7 класів школи. Жив в селищі Місхорі Ялтинського району. Працював слюсарем ремонтної бригади.

### Військова служба
На військову службу призваний в 1933 році. У 1933—1940 роках служив у 218-му конвойному полку військ ОДПУ (з 1934 року — НКВС) СРСР. У 1940 році закінчив курси молодших лейтенантів прикордонних НКВС. Служив на прикордонній заставі в Криму.
У боях німецько-радянської війни з червня 1941 року. Брав участь в битві під Москвою. У боях під Вязьмою потрапив в оточення, але вирвався з нього і вивів в розташування радянських військ групу з 15-ти чоловік зі зброєю. Після чого був призначений командиром взводу в розвідувальної роти, очоливши потім окрему моторизовану розвідроту. У бою під містом Ржевом був важко поранений. Після лікування в Свердловському госпіталі в 1943 році закінчив курси «Постріл» і в період боїв на Курській дузі був направлений для подальшого проходження служби в 97-у гвардійську стрілецьку дивізію (5-а гвардійська армія, 1-й Український фронт), — командиром 2-го стрілецького батальйону 289-го гвардійського стрілецького полку. Член ВКП (б) з 1943 року.
26 січня 1945 року вміло організував форсування річки Одеру. Його батальйон зіграв ключову роль в оволодінні залізничною станцією Лінден і опорними пунктами противника — Розенхайм і Етцдорф, на північний захід від польського міста Оппельн (нині Ополе), завдавши ворогові великих втрат у живій силі.
Указом Президії Верховної Ради СРСР від 27 червня 1945 року «за геройський подвиг, проявлений при виконанні бойових завдань командування на фронті боротьби з німецькими загарбниками» Стеблівському Олексію Кузьмовиичу присвоєно звання Героя Радянського Союзу з врученням ордена Леніна (№ 52515) і медалі «Золота Зірка» (№ 7819).
Після війни продовжував службу в армії. З 1946 року в запасі. Жив в місті Львові. У 1949 році закінчив обласну партійну школу. Працював заступником директора художнього училища, інструктором Львівського міського комітету Компартії України, директором кінотеатру. Помер 12 травня 1999 року. Похований на Брюховицькому цвинтарі у Львові.

## Нагороди
Нагороджений орденами Леніна, Олександра Невського (№ 8381), Вітчизняної війни 1-го (1985) і 2-го ступеня (№ 142757), медалями (в тому числі — медаллю «За бойові заслуги» (№ 1532709).